# تیگران لوونیان
تیگران لوونی لوونیان (خاندیکیان) (ارمنی: Տիգրան Լևոնի Լևոնյան (Խանդիկյան)؛ ۱۴ دسامبر ۱۹۳۶ – ۲۵ ژوئن ۲۰۰۴) خواننده اپرا، و بازیگر اهل ارمنستان بود.

## زندگی‌نامه
وی در ۱۴ دسامبر ۱۹۳۶ در بیروت به دنیا آمد و از کنسرواتوار دولتی کومیتاس ایروان فارغ‌التحصیل گشت وی در ۲۵ ژوئن ۲۰۰۴ در سن ۶۷ سالگی در ایروان درگذشت.

## فیلم‌شناسی
- آرشاک دوم
- آنوش
- آلماست